# Nesogordonia papaverifera
Espèce
Synonymes
- Cistanthera kabingaensis K. Schum.[2]
- Cistanthera papaverifera A. Chev.[2]
- Cistanthera papaverifera A.Chev.[1]
- Nesogordonia kabingaensis (K. Schum.) Capuron ex R. Germ. (préféré par GRIN)[2]
- Nesogordonia papaverifera (A. Chev.) Capuron[2]

Statut de conservation UICN

 VU A1cd : Vulnérable
Nesogordonia papaverifera est une espèce de plantes de la famille des Malvaceae. Son nom vernaculaire est kotibé (de l’attié).

## Publication originale
- Flore du Gabon 2: 135. 1961.